# ریچل یانکی
ریچل یانکی (انگلیسی: Rachel Yankey؛ زادهٔ ۱ نوامبر ۱۹۷۹) یک بازیکن فوتبال اهل بریتانیا است. وی در تیم ملی فوتبال انگلستان بازی می‌کند.